# Hodgkins
Hodgkins – wieś w Stanach Zjednoczonych, w stanie Illinois, w hrabstwie Cook.